# Kasteel Veltem
Kasteel Veltem was een kasteel gelegen langs de Maalse Steenweg in de Brugse deelgemeente Sint-Kruis. Het eerste kasteel werd er gebouwd rond 1570 en gesloopt rond 1800. Het tweede kasteel in Empirestijl werd gebouwd rond 1810 en gesloopt in 1969. Sinds de jaren 1970 is het voormalige kasteelsite een recreatiedomein. Het toponiem “Veltem” in Sint-Kruis mag niet verward worden met 'Veltem' in Assebroek.

## Toponiem
Het toponiem "Veltem" vindt zijn oorsprong in de Germaanse woorden "feldu" (woeste vlakte) en "haima" (woning). De vroegste vermelding van deze plaatsnaam in de regio rond Brugge dateert uit de 13e eeuw. Het wordt tegenwoordig aangenomen dat het oorspronkelijk verwees naar een verdwenen hofstede in het huidige Assebroek, dat zich slechts één kilometer ten zuiden van het huidige Veltem-domein bevindt.
Toen de hofstede in Assebroek tijdens de 16e eeuw verdween, bleef het toponiem in de omgeving in gebruik. Zowel het huidige Veltem-domein als de nabijgelegen Hoeve Hangerijn werden in de 18e eeuw aangeduid als "Hofstede Velthem". Na ongeveer 1750 bleef de naam definitief geassocieerd met het eerstgenoemde gebied. Het is onduidelijk welke naam deze hofstede voor die periode had.

## Geschiedenis

### Eerste kasteel
Het gebied ontwikkelde zich langs de splitsing van de Sijselestraat (deels verdwenen, deels bekend als de Boomkwekersstraat) en de Antwerpse Heerweg (nu de Maalse Steenweg). Op deze locatie ontwikkelde zich de hoeve "Sprietweghe" en de herberg "Schrooback", die voor het eerst werden afgebeeld op de kaart van Jacob van Deventer uit 1558.
In de tweede helft van de 16e eeuw kwam het domein in handen van Matthias d'Agua, een prominent figuur in Brugge. Hij bouwde ten zuiden van de hoeve "Sprietweghe" een versterkte hofstede met een opperhof, neerhof en walgracht, zoals te zien is op de kaart van het Brugse Vrije van Pieter Pourbus uit 1571. Het lot van de hofstede tijdens de turbulente jaren 1580 en de 17e eeuw is echter onduidelijk.
Het domein verschijnt opnieuw in de bronnen in 1700, toen de familie Van Steelant, de nieuwe eigenaars, Joan Lobbrecht opdracht gaf om een gedetailleerde kaart te maken. Deze kaart toont duidelijk de walgracht en het eerste kasteel met een opvallende centrale toren. Binnen de gracht werd in de 18e eeuw een tuin in Franse stijl aangelegd. In de tweede helft van die eeuw werd ten zuiden van het kasteel een nieuwe hofstede gebouwd, die tegenwoordig bekendstaat als Hoeve Steevens.
Na 1750 begon het Veltem-domein te vervallen. Eigenaren wisselden snel en delen van het kasteeldomein werden opgesplitst en verkocht. Uiteindelijk bleef alleen het omwalde gedeelte in het bezit van de kasteeleigenaars.

### Tweede kasteel
Het domein werd in 1803 gekocht door François Xavier Bertram, een Nieuwpoortse reder en grootgrondeigenaar. Bertram liet het oude kasteel slopen en bouwde een nieuw kasteel in de moderne Empirestijl, met een opvallende koepeltoren en een plafondschildering van de hand van Joseph Denis Odevaere, de latere hofschilder van Willem I. Bertram en Odevaere kenden elkaar als leden van de loge 'La Réunion des Amis du Nord'. Het schilderij beeldde Apollo af, omringd door de negen muzen. Het kasteelpark, dat openstond voor bezoekers, werd aangelegd in "de oude Vlaamse stijl" met kronkelende paden, lindebomen en doorkijkjes. Opvallende kenmerken waren onder andere een 'Chinese' vijver met een groen eiland en een kunstmatige grot met een achthoekige pagode. De grot (met wijn- en ijskelder) werd gebouwd met stenen die afkomstig waren van de in 1799 gesloopte Sint-Donaaskathedraal. Het park bevatte ook serres en een orangerie waar exotische planten zoals meloenen, ananassen en pluimhanenkammen werden gekweekt. Bezoekers beschreven het kasteeldomein als een uniek lustdomein in de regio. Dit park vormt vandaag het Veltembos.

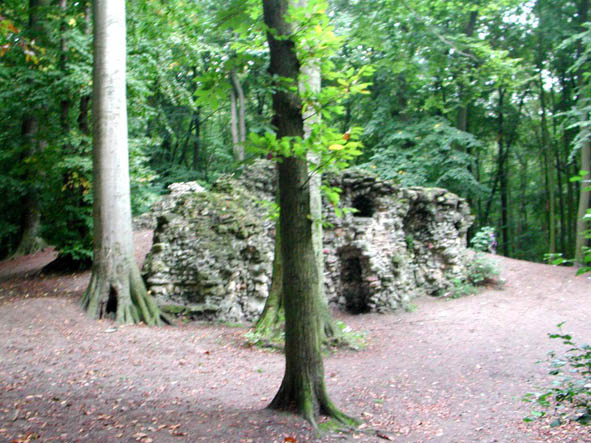
Zicht op de kunstmatige grot in het Veltembos (2004)

François Bertram overleed op 9 februari 1826. In zijn testament liet hij zijn kasteeldomein na aan zijn dochter Catherine. Na zijn dood vond er een openbare verkoop plaats, waarbij meubels, servies, kleren, zilverwerk en zelfs planten werden geveild. Catherine en haar echtgenoot Jacques Roels maakten ook gebruikt van het lustdomein, maar Catherine stierf al in 1829. Na de dood van Jacques Roels werd het kasteel overgedragen aan de twee andere dochters, Mathilde en Louise (hun derde dochter, Pauline, was in een klooster ingetreden). Louise woonde er tot haar dood in 1875, waarna Mathilde Roels en haar echtgenoot in het kasteel introkken. Het kasteeldomein bleef min of meer onveranderd gedurende de 19e eeuw.

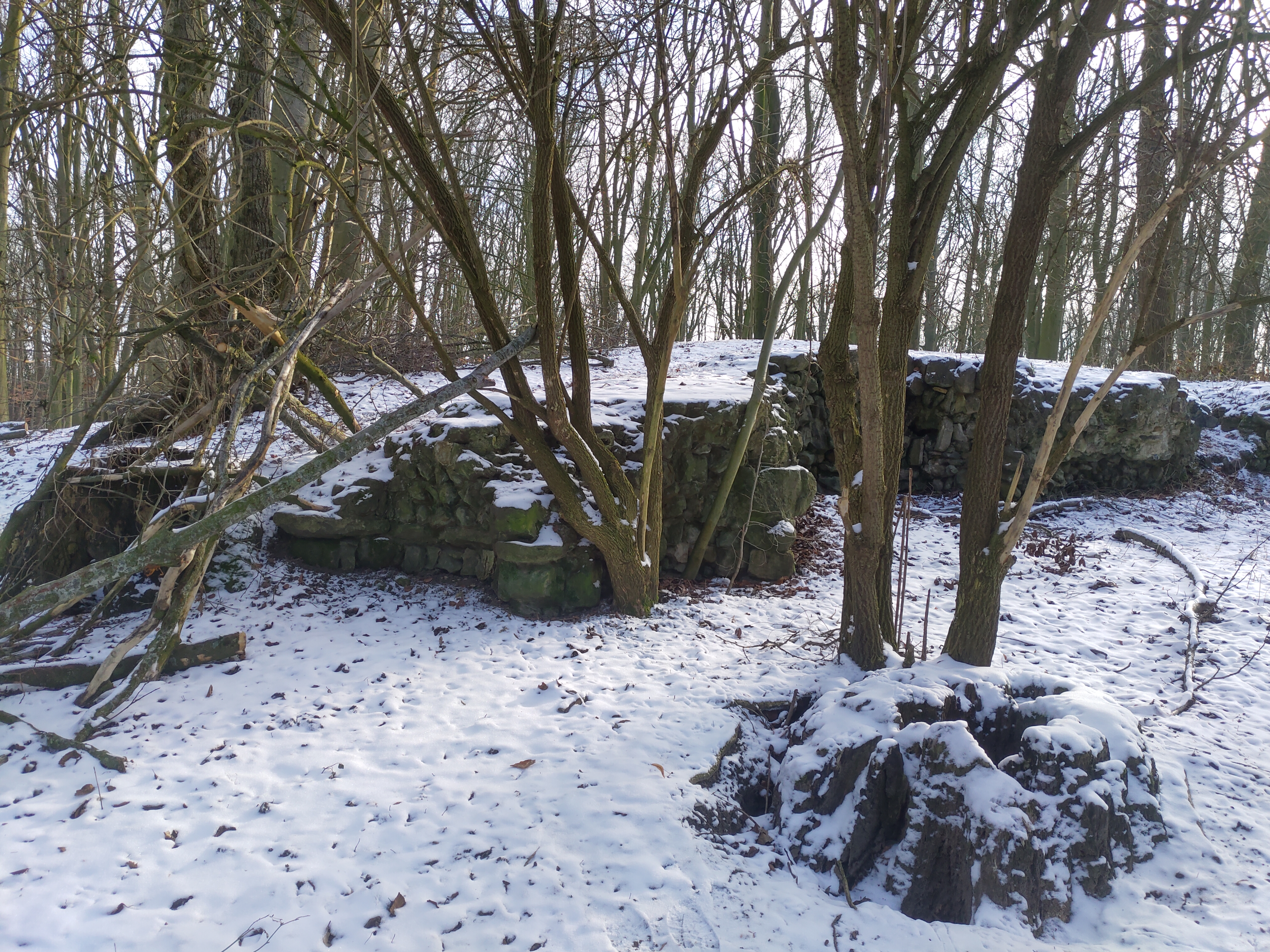
Zicht op het restant van de kunstmatige grot in het Veltembos (2021). De boomstronk op de voorgrond is de boom links op de foto uit 2004.

Het kasteel werd begin 1900 bewoond door Gabrielle de Schietere de Lophem (de dochter van Mathilde Roels) en haar man Fernand de Séjournet de Rameignies. Tijdens de Eerste Wereldoorlog moesten de bewoners vluchten en het kasteel werd geplunderd door Duitse troepen die het als inkwartiering gebruikten. De oorlog veroorzaakte aanzienlijke schade aan het kasteel, inclusief het beschadigen van kunstwerken zoals het schilderij van Joseph Denis Odevaere. Tijdens het interbellum werd een poging gedaan om het kasteel en het schilderij te beschermen als erfgoed, maar dit mislukte. Na de oorlog besloot Gabrielle het kasteel te verkopen, en in 1919 werd het gekocht door de familie Van Canneyt, die het kasteeldomein herstelde. De hofstede werd verkocht aan de familie Steevens.
Het kasteeldomein bleef aanvankelijk gespaard tijdens de Tweede Wereldoorlog, maar in 1944 vond er een grote gedwongen houtkap plaats op bevel van de Duitse bezettingstroepen. Duizenden bomen werden geveld voor militair gebruik, wat schade toebracht aan het domein. Zo viel er tijdens de werken een boom om de pagode, waardoor het dak vernietigd werd. In september 1944 bezette een Duitse artilleriebatterij het domein, waarbij het kasteel werd beschoten en delen ervan werden beschadigd.

### Domein Veltem en Park Steevens
Na het overlijden van de laatste telg van de familie Van Canneyt werd het kasteel verwaarloosd en verwilderde het domein. In de jaren 1960 ontstond het idee om op het terrein een nieuw zwembad, genaamd Interbad, te bouwen. Na veel discussies en vertragingen werd het kasteeldomein uiteindelijk verkocht aan een bouwbedrijf en werd een deel ervan doorverkocht aan de Intercommunale voor de bouw van het zwembad. Het kasteel en alle bijgebouwen werden gesloopt, met uitzondering van de grot en de ruïne van de pagode die bewaard bleven als decoratie in het nieuwe park. Het Interbad opende zijn deuren in 1971. De resterende parkgrond werden uiteindelijk niet verkaveld, maar werd opgekocht door de stad Brugge en omgevormd tot een natuur- en recreatiedomein. De ruïne van de pagode bleef herkenbaar tot de beginjaren 1980 en de grot bleef tot de jaren 1990 relatief goed bewaard. In de jaren 2000 werden deze historische ruïnes grotendeels afgebroken.
In maart 2020 kocht Stad Brugge de hoeve en de gronden rond het Veltembos als uitbreiding van het recreatiedomein. Dit park - genaamd Park Steevens - is voorzien van een dottergrasland met vlonderpad, een boomgaard, nieuwe bosaanplanten en vernieuwde fietspaden.